# Kristin Schmidt
Kristin Schmidt (* 18. Oktober 1983 in Zschopau) ist eine ehemalige deutsche Skispringerin.

## Werdegang
Kristin Schmidt gab ihr internationales Debüt am 18. Januar 2003 bei einem FIS-Rennen in Villach, bei dem sie den 17. Platz belegte. Im Sommer 2003 konnte sie in Bischofshofen mit dem 3. Rang ihre bislang einzige Podiumsplatzierung einfahren. Kurze Zeit später sicherte sie sich bei den Deutschen Meisterschaften die Silbermedaille hinter Ulrike Gräßler. Im folgenden Jahr gewann sie Bronze.
Am 16. Januar 2005 sprang sie in Planica erstmals im Continental Cup und erreichte dabei Rang 18. Nach acht weiteren Springen trat sie nicht wieder auf internationaler Ebene an.

## Erfolge

### Continental-Cup-Platzierungen
| Saison  | Platz | Punkte |
| ------- | ----- | ------ |
| 2004/05 | 28.   | 45     |
| 2005/06 | 34.   | 62     |